# Fitz-John Winthrop

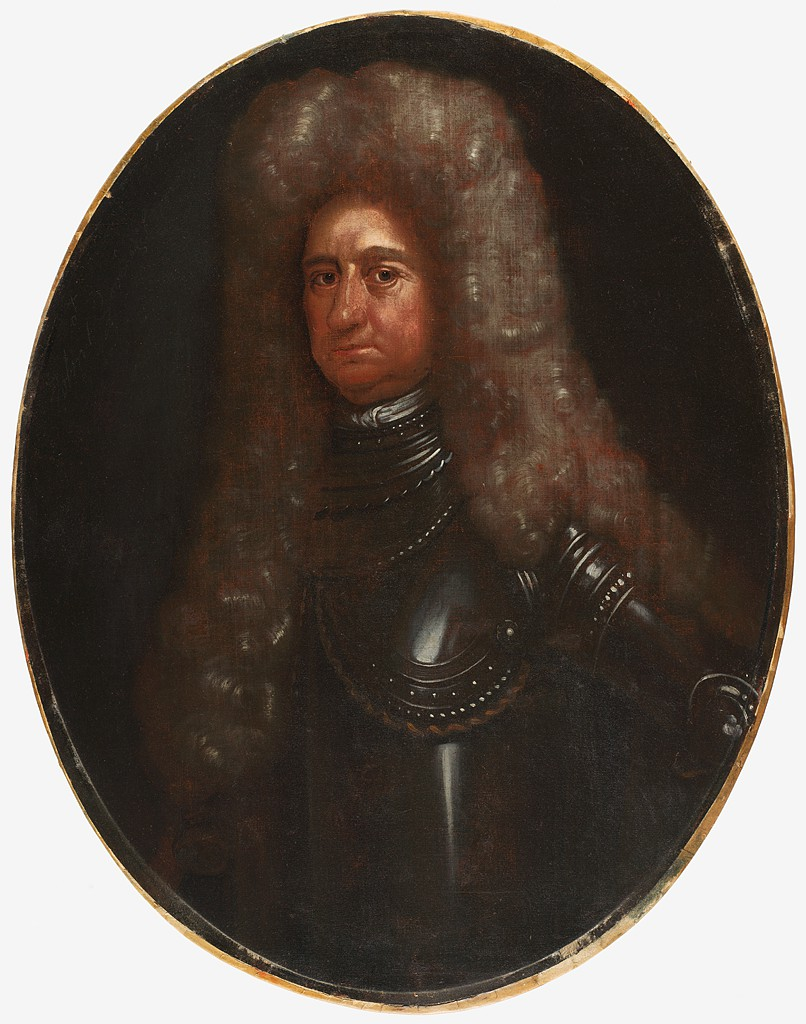
Porträt von Fitz-John Winthrop (etwa 1694 bis 1697, Harvard Art Museums)

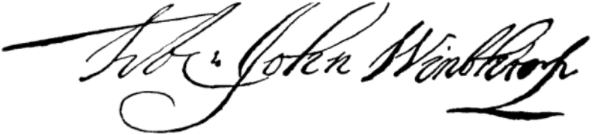
Signatur von Fitz-John Winthrop

Fitz-John Winthrop (* 14. März 1638 in Ipswich, Massachusetts Bay Colony; † 27. November 1707 in Boston, Province of Massachusetts Bay) war von 1698 bis zu seinem Tod der Gouverneur der Colony of Connecticut.

## Werdegang
Fitz-John Winthrop wurde am 14. März 1638 als Sohn von John Winthrop III. und dessen zweiter Ehefrau Elizabeth (Reade) Winthrop in Ipswich, Massachusetts geboren. Allerdings ist Boston als Geburtsort verzeichnet, da Ipswich (damals Agawam) erst 1633 gegründet worden war. Er hatte mehrere Schwestern und einen Bruder names Wait Still.
Winthrops Großvater, John Winthrop, Sr., war Gouverneur der Massachusetts Bay Colony. Sein Vater war ein talentierter und bekannter Physiker, der in der Connecticut General Assembly tätig war, sowie achtzehn Jahre lang das Amt des Gouverneurs der Colony of Connecticut innehatte (1657, 1659–1676). Zudem war er ein erfolgreicher Geschäftsmann, dessen Förderung und Ratschläge stark nachgefragt waren. Allerdings war er bedingt durch seine Arbeit oftmals von zu Hause weg, manchmal sogar für längere Zeiträume. Die häufigen Wechsel im beruflichen Werdegang und Projekten hatten zur Folge, dass die Familie mehrere Male in Fitz-Johns Jugend umziehen musste, von Ipswich nach Boston und von dort nach London. Im Herbst 1646, als Fitz-John acht Jahre alt war, ließ sich seine Familie bei Winthrops Neck am Thames River im New-London-Gebiet nieder.
Bedingt durch die Umzüge und die Abwesenheit des Vaters wurde die Erziehung der Jungs etwas vernachlässigt. Das Haus bei Winthrops Neck lag im Zentrum mehrere Farmen, die alle dem Vater gehörten. Der Schwerpunkt von Fitz-John lag nicht im Studieren, sondern auf den Farmen, er verbrachte sehr viel Zeit im Freien, eine Vorliebe, die ihn sein ganzes restliches Leben erhalten blieb. Ab 1653 besuchte er mit seinem Bruder für eineinhalb Jahre die Fitch’s School for Boys in Hartford. Anschließend wurden die Jungs nach Cambridge, Massachusetts geschickt, wo Wait Still eine Privatschule für Jungs besuchte und Fitz-John, der als durchschnittlicher Student galt, die Prüfungen für die Zulassung an die Harvard University ablegte. Fitz-John bestand sie nicht, da ihn sein Bildungsmangel hinderte. Ein Cousin, der ein Scholar war, wurde für ein Jahr als Tutor angeheuert, aber dieser wurde krank und verstarb.
Fitz-John blieb einige Zeit in Boston bei Verwandten. Er zeigte kein besonderes Interesse mehr an einem Besuch von Harvard, da er sich ohnehin hauptsächlich dort beworben hatte, um dem Vater zu gefallen. 1658 reiste er wieder nach England und trat der New Model Army bei. Aufgrund der familiären Beziehungen wurde er Lieutenant in Richard Cromwells Armee, wobei er schlussendlich in den Dienstrang eines Captains aufstieg. Die Armee zog von Südschottland aus nach London herunter und half König Charles II. 1660 auf seinen Thron. Fitz-Johns Einheit wurde aufgelöst, aber er verblieb in England, um andere Verwandte zu besuchten.
Fitz-John war noch in England, als sein Vater 1661 nach London kam, um die Charter-Urkunde für Connecticut zu erhalten, die den Zusammenschluss der New Haven Colony mit der Colony of Connecticut zur Folge hatte. Im April 1663 kehrten beide nach New London zurück, wo sich Fitz-John entschied in der kolonialen Politik zu beteiligen. Er war zuerst als Richter tätig und im Oktober 1664 als einer von Connecticuts Grenzkommissaren, die die Streitigkeiten bezüglich der Landansprüche entlang der New-York-Connecticut-Grenze lösen sollten. Eine Folge ihrer Arbeit war, dass Long Island, früher ein Teil von Connecticut, New York zugesprochen wurde.
Fitz-John setzte seine Arbeit als Teil von Connecticuts Regierung fort und wurde 1671 als einer von New Londons Obleuten an den General Court of the Colony of Connecticut gewählt. Er war in seiner Arbeit in der Legislative recht gut, aber bevorzugte militärische Feldzüge gegenüber der Schaffung von Gesetzen. 1672 wurde er das Oberhaupt der New London County Miliz. Im nachfolgenden Jahr, 1673, wurde er zum Sergeant-Major von Long-Island befördert und half mit, die Holländer von dem Gebiet zu vertreiben.
Gelehrte sagten, dass von John Winthrops, Jr. Söhnen, Wait Still ihm am nächsten kam. Fitz-John hatte viele Qualitäten seines Vaters, war jedoch ein Frischluftfanatiker, ein Soldat und vor allem sein eigener Herr. Er lebte zu einer Zeit, als noch Kirche und Staat nicht getrennt waren, und als genaue Überwachung des öffentlichen und privaten Lebens herrschte. Dennoch konnte er als Sohn einer wohlhabenden und einflussreichen Familie die Sittenkonventionen missachten, was üblicherweise verschiedene Strafen durch Kirche oder staatliche Autoritäten einher brachte. Dies ist auch vielleicht der Grund, warum er nicht von Amts wegen bestraft wurde, als er 1677 mit Elizabeth Tongue die Ehe einging. Sie war die Tochter der wohlhabenden New London Gastwirten, George und Margery Tongue, und fünfzehn Jahre jünger als er. Das Ehepaar hatte eine gemeinsame Tochter mit dem Namen Mary. Elizabeth, die später notarielle Urkunden und Briefe ab 1698 als Elizabeth Tonque unterzeichnete, verstarb am 25. April 1731.
Obwohl die Leute gewöhnlich Fitz-John als jemanden mit einer heiteren Persönlichkeit und viel gesunden Menschenverstand ansahen, war er geringfügig ausschweifend und konnte zumal einen Groll gegen die halten, die gegen ihn waren. Die letzte Haltung verschaffte ihn zu minder Probleme bei seinen vielen Geschäftsunternehmungen. Er hatte auch gesundheitliche Probleme, ihn plagte sein ganzes Leben eine unbekannte Krankheit, für die er eine Allzweckarznei einnahm, die sein Vater erschuf, der ein Mediziner war.
König Charles II. von England, der auf seinen Thron zurückgekehrt war, wollte Neuengland unter einen einzigen Gouverneur zentralisieren und die unterschiedlichen Gouverneuren der einzelnen Kolonien beseitigen. Um 1686 hatte er die Dominion of New England mit einem einzigen Gouverneur erschaffen, der damals Sir Edmund Andros hieß, und sein Sitz in Boston hatte. Andros regierte mit einem Rat aus 27 Mitglieder aus den verschiedenen Kolonien. Das einzige Ratsmitglied aus Connecticut war Fitz-John Winthrop, ein großer Befürworter des königlichen Plans und ein Freund von Andros.
Die Dominion of New England Regierung war nicht sehr beliebt. Als diese aber 1689 wieder gestürzt wurde, befand sich Fitz-John in New Londond und anscheinend hatte seine Mitwirkung in dieser keine Auswirkungen auf seine weitere Popularität. Er wurde nämlich 1690 als Assistent in den nächsten General Court gewählt. Seine persönliche Eigenart zeigte sich einmal mehr in diesem Amt, als er keine Treffen mehr besuchte, die in Hartford abgehalten wurden. Bei der nächsten Wahl wurde er nicht noch einmal wiedergewählt. Dennoch führte er in der Colony of Connecticut seinen Dienst weiter und befehligte seine Truppen bei einer Invasion auf Kanada. Dem Feldzug gehörten Männern aus New York, Connecticut und Massachusetts an und er hatte den Zweck die französische Unterstützung bei den Indianerüberfällen auf diese Kolonien zu beenden. Fitz-John marschierte nach Norden entlang des Hudson Rivers, aber da die Truppen nur begrenzt Nahrungsmittel und Beförderungsmittel erhielten, war er zum Rückzug gezwungen. Gouverneur Leisler aus New York, der neidisch auf Winthrop war, nahm den Rückzug als Vorwand, um ihn des Landesverrats (engl. treason) anzuklagen. Leisler inhaftierte Fitz-John und stellte ihn vor ein Militärgericht (engl. court-martial) in Albany, doch eine große Gruppe von befreundeten Mohawks befreiten ihn. Daraufhin kehrte Fitz-John nach Connecticut zurück, wo er seinen Namen wieder reinwaschen konnte und den Dank des General Assembly erhielt. Im nachfolgenden Frühling kam ein neuer königlicher Gouverneur nach New York, der Leisler wegen Hochverrats anklagte, überführte und hinrichten ließ.
Während des Feldzugs nach Kanada von 1690 braute sich eine andere politische Krise zusammen. Die Besiedelung von Connecticut hatte ohne eine Charter-Urkunde der Krone begonnen. New York und Massachusetts, beide von Anbeginn gechartert, versuchten oftmals in das Territorium einzudringen. Durch die Charter-Urkunde von 1662, die durch Fitz-Johns Vater, John Winthrop Junior, besorgt wurde, keimte kurz Hoffnung auf, dass Connecticut vor den Übergriffen Seitens Massachusetts oder New York geschützt würde, aber die beiden Kolonien gaben ihre Ansprüche bezüglich Connecticuts Land nicht auf. Mit der Argumentation, dass die Schaffung einer zentralen Regierung von Dominion of New England Connecticuts Charter für ungültig gemacht hatte, versuchten Massachusetts und New York das Connecticut Territorium zu annektieren.
Massachusetts und New York Beamte hatten Freunde beim Hof und im August 1692 erreichte der neue Gouverneur von New York, Benjamin Fletcher, dass ihm die Macht verliehen wurde die militärischen Truppen von New York und Connecticut zu kommandieren. Robert Treat war damals Gouverneur der Colony of Connecticut und verweigerte strikt die Übergabe seines Kommandos über Connecticuts Truppen. Treat und Connecticuts General Assembly wendeten sich an Fitz-John Winthrop wegen seiner diplomatische Fähigkeiten sowie Beziehungen am Hof. Er sollte nach England gehen und die Gültigkeit von Connecticuts Charter von 1662 des Königs William und Königin Mary für rechtens erklären zu lassen. Winthrop verließ im späten 1693 Connecticut in Richtung England und trug erst Anfang 1694 seinen Fall vor. Ein Report, der durch den königlichen Prokurist und den zweiten Kronanwalt vorbereitet, sowie durch den König und Königin ratifiziert wurde, bestätigte die Gültigkeit der Charter von 1662 von der Colony of Connecticut. Connecticut durfte sich weiter selbst regieren.
Fitz-John verblieb in England für drei weitere Jahre. Als er nach Connecticut zurückkehrte, wurden ihm fünf Hundert Pfund von einem erkenntlichen General Assembly zuerkannt. Er wurde 1698 zum Gouverneur der Colony of Connecticut gewählt und bis zu seinem Tod 1707 jährlich wiedergewählt.
Wenn auch seine bürgerliche Ehe und Gesundheitsprobleme ein wenig seine Regierungsfähigkeit beeinflussten, bewerkstelligte Fitz-John letztendlich eine Menge als Gouverneur. Die Charter von 1662 wurde während seiner zehnjährigen Amtszeit drei Mal bedroht, aber jedes Mal konnten Winthrop und der Assembly sie erfolgreich verteidigen. Winthrop löste eine Folge von Bemühungen aus Connecticuts politischen und gerichtlichen Strukturen zu reorganisieren. Die Assembly erweiterte 1698 die Amtszeit des Gouverneurs zwischen zwei legislativen Perioden und wurde 1699 in zwei Kammern unterteilt. Die zwölf Assistenten des General Court wurde eine Kammer, das Oberhaus (engl. Upper House), und die gewählten Deputierten der Städte eine andere Kammer, das Unterhaus (engl. Lower House). Gegner bemängelten zunächst diese Änderung, da niemand sicher war, welches House über welche Kernpunkte die Amtsbefugnis hatte. Daraufhin wurden Korrekturen vorgenommen, so dass diese Houses Connecticuts erster Schritt in Richtung einer modernen Legislative mit einem Senat und einem Abgeordnetenhaus waren.
Winthrop überlegte 1702 als Gouverneur zurückzutreten, als ihn benachbarte Gouverneure anklagten, nicht genug Soldaten für einen Krieg gegen Frankreich zu liefern. Connecticuts Wähler lehnten seinen Rücktritt ab und er blieb. Während einer Reise nach Boston, um seinen wieder verheirateten Bruder Wait Still zu sehen und der Vermählung dessen Sohnes beizuwohnen, wurde Fitz-John krank. Er verstarb am 27. November 1707 und wurde in der Nähe seines Vaters und seines Großvaters auf den King’s Chapel Burying Ground in Boston, Massachusetts beigesetzt.